# 天主教領島學校
天主教領島學校（英語：Ling To Catholic Primary School），是香港九龍城區的一所天主教小學，位於何文田俊民苑旁。前身為「竹園學校」，創立於1955年。

## 學校行政
歷任校監
- 陳子殷 神父[1]
- 龔偉南 神父[2]
- 黃麗貞 女士（原慈雲山聖文德天主教小學校長）

歷任校長
- 萬德徽 先生
- 洪美華 女士
- 李美寳 女士
- 殷昌文 先生（上午校）[1]
- 楊均鈞 先生（下午校）[1]
- 徐瑞興 先生（上午校）[2]
- 林美心 女士（下午校）[3]【2018-2019】
- 李安迪 先生  (全日校）【2020-2025】
- 黃慧萍 女士  (全日校）【2025-2026】

歷任副校長
- 李永佳 先生（上午校）
- 張天泰 先生（下午校）
- 林婉萍 女士  (全日校）
- 黃慧萍 女士  (全日校）
- 陳振秋 先生（全日校）【2025-2026】

#### 助理副校長
陳振秋 先生（全日校）【2023-2024】
（待补充）

## 法團校董會
學校已依據《教育條例》 於2014/03/01 成立法團校董會。法團校董會 將由十五名校董（包括替代校董）組成，分別代表辦學團體、現職教師、在校學生家長及校友，並有一名獨立校董。法團校董會負責：
按照辦學團體所訂定的抱負及辦學使命而制訂學校的教育政策 
1. 計劃和管理可供學校運用的財政及人力資源
2. 為學校的表現而向常任秘書長及辦學團體負責
3. 確保學校實踐其辦學使命
4. 確保以恰當方式促進學校的學生教育
5. 學校的規劃及自我完善

### 法團校董會成員
辦學團體校董: 黃麗貞 校監
辦學團體校董: 譚錦榮 神父
辦學團體校董: 關振偉 校長
辦學團體校董: 梁長才校長
辦學團體校董: 郭芸 校長
辦學團體校董: 陳碧琪 校長
辦學團體校董: 王伯基 校長
替代辦學團體校董: 葉妙顏 校長
獨立校董: 佘孟 先生
校友校董: 黃志雄 先生
家長校董: 胡家琪 女士
替代家長校董: 陳佩詩 女士
教員校董: 黃旭俊 主任
替代教員校董: 陳振秋 助理副校長
當然校董: 李安迪 校長       

## 學校歷史
1955年，天主教會在今屬黃大仙區的竹園設立了一所小學，共有十二間教室及附屬教堂，分成上、下午班上課，名為竹園學校。1965年，前領島中學校長馮聘逑女士捐助天主教香港教區，竹園學校改名為領島學校作為紀念。1980年香港政府發展竹園地區為今日的竹園北邨，學校遷往何文田區。1997年領島學校再次改名為天主教領島學校。

### 天主教領島學校的前身
1955年，天主教會在竹園建立了一間可容十二班的學校和附連的教堂，學校分上下午班上課，每班四十五人，學生總人數可逾千人，名為「竹園學校」，也就是天主教領島學校的前身

### 竹園領島學校
1956年，前香港島的領島中學校長馮聘逑女士，一位慈善為懷又樂於作育英才的教育界人事，送出一筆錢資助天主教香港教區，香港教區因而將竹園學校的校名改為領島學校，以紀念她的善舉。

### 天主教領島學校遷至何文田
1980年政府重新發展竹園徙置區，因此舊校須遷往何文田區。1997年領島學校的校名再次改為天主教領島學校。

### 領島新翼擴建‧遇向新里程
隨著學校改善工程之完成，標誌著本校踏入新里程碑。
2004年3月27日新翼大樓正式完工，為本校師生提供更多空間及基建設施：全面的無線網絡、設備完善的Y2K課室、配置先進電腦及屏幕的新電腦室，提供一人一機的環境，加上學生多用途室及新圖書館等新設施，使本校能更有效地促進學與教，成為高增值校園。展望將來，為學生提供更全面的優質學習環境。

## 校訓和辦學宗旨

### 辦學宗旨
步武基督 以愛待人 協力同心 教育完人

### 校訓
明 辨 篤 行 

### 校訓出處
中庸 : 第二十章 之九  
- 博學之，審問之，慎思之，明辨之，篤行之。有弗學，學之弗 能弗措也；有弗問，問之弗知弗措也；有弗思，思之弗得弗措 也；有弗辨，辨之弗明弗措也；有弗行，行之弗篤弗措也。人 一能之，己百之。人十能之，己千之。果能此道矣，雖愚必明， 雖柔必強。
- 廣博的學習、詳細的求教、慎重的思考、明白的辨別、切實 的實行。除非不學，要學而沒有學會絕不放棄；除非不問，要 問而沒有問清楚，絕不放棄；除非不想，要想而沒有想清楚， 絕不放棄；除非不分辨，要分辨而沒有分辨明白，絕不放棄； 除非不實行，要實行而沒有實做出成績，絕不放棄。別人學一 遍就學會了的，我學他一百遍；別人學十回就學會了的，我學他一千回。果真能夠這樣做，即使是個笨人也會變聰明的；即使是個柔弱的人，也會變堅強。

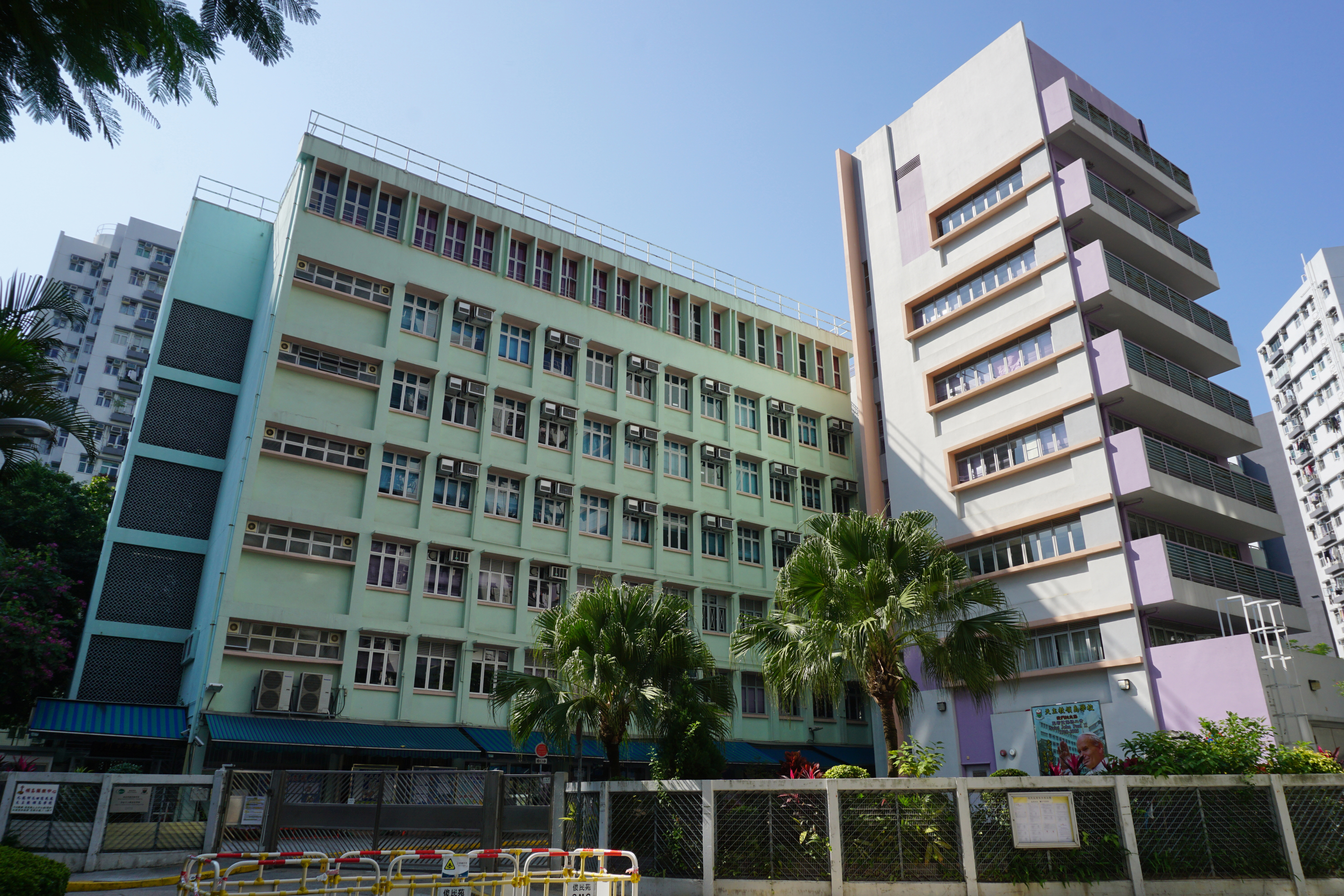
天主教領島學校外觀

## 考試制度
本校為三學期制度，每一學期設有一次考試，共三次考試，分別爲:十一月中旬，三月中旬和六月中旬(五年級最後一次考試為第一次呈分試，六年級第一、二次考試為第二、三呈分試，共三次呈分試。*呈分試考卷不會派發給家長簽閱，如需簽閱請在完成考試后一星期内以書面語填寫家長信)
ps:本校以前為上下學期制度，共兩次測驗和兩次考試。於考試兩周前設有溫習周（溫習周不設任何午間活動）
以上内容來源：本校學生

## 編班

#### 2021-2022年度[5]
- 一年級、三年級：3班（A、B、C)
- 二年級:4班(A、B、C、D)
- 四、五年級：4班（A、B、C、D)
- 六年級：4班（A、B、C、D)
- 總數：22班

#### 2023-2024年度
- 一至三年級：2班（A 丶B)
- 四年級：4班（A、B、C、D)
- 五年級：3班（A、B、C)
- 六年級：4班（A、B、C、D)
- 總數：17

#### 2024-2025年度
- 一至四年級：2班（A丶B）
- 五年級：4班（A丶B丶C丶D)
- 六年級：3班（A丶B丶C）
- 總數：15

##### 分班制度
一至四年級為混合分班制
五至六年級直升不變
(*除非有特殊情況）

##### 教學模式
本校實施小班教學，每班25人(*不一定），採用全校參與模式推行輔導教育。
* 學校額外聘請老師及教職員，優化學與教。設各類輔導小組班，輔導成績稍弱、有特別需要的學生；課餘設資優培訓，包括英語話劇、數學精英班和STEAM特攻隊和編程精英，達至拔尖補底策略。

## 校園生活
| 每週上學日數     | :  | 5（星期六有興趣班） |
| 每日一般上課節數 | :  | 7 |
| 課外課堂         | ： | 有LBD丶運動體驗日丶生命教育丶多元智能（各50分鐘） |
| 每節上課時間     | :  | 30 |
| 一般上學時間     | :  | 上午8:00（有提中的：7:10） |
| 一般放學時間     | :  | 下午 3:15 |
| 午膳時間         | :  | 12:40-1:00 |
| 午膳安排         | :  | 由指定供應商提供及由家長安排。 |
| 健康校園生活     | :  | 本校參加香港健康學校獎勵計劃、至「營」學校認證計劃及SportAct獎勵計劃，透過以上計畫建立健康飲食及生活文化，讓學生培養出健康的生活態度。                                                                                   |
| 備註             | :  | 學校投放資源建立綠色環保校園，各項工作包括： 1. 制訂了用電、用水、用紙及各項消耗品等環保政策，做到節能減排。 2. 安裝環保照明系統、節水及使用一級能源標籤電器，減少浪費資源及電力。 3. 綠化校園，於校園精心設計綠化園圃。 |

## 著名/傑出校友
- 萬德徽（1957年畢業）：前天主教領島學校校長[6]
- 彭德園（1961年畢業）：前勞勃·博世公司 (中國) 投資有限公司中國區總裁
- 羅敏莊（1987年下午校）：香港女藝人[註 1][7]
- 李嘉慧（1987年下午校）：香港模特兒、1995年香港小姐亞軍及最上鏡小姐[註 1]
- 沈可欣（1987年下午校）：香港女演員[註 1]
- 馮英倫：香港發展局政治助理[8]
- 羅暉翔（1994年下午校）：香港新聞從業員
- 林澄光（1986年）：香港飲食節目主持
- 黃嘉樂：香港男演員
- 何建曦（Jase）：香港男子歌唱組合 C AllStar 成員
- 廖億誠（2007年畢業）：香港五人足球運動員[9]
- 季詩傑：前香港大律師、香港政治人物[註 2]

## 外部連結
- 學校官網（页面存档备份，存于）